# Escuts de l'Església de Catí
Els Escuts de l'Església de Catí, a la comarca de l'Alt Maestrat, són uns dels molts escuts i inscripcions que estan catalogats com Bé d'Interès Cultural, dins del nucli antic d'aquesta localitat, el qual és a la vegada catalogat també com a BIC, des de l'any 2004, encara que ja en 1979 va ser declarat Conjunt Històric Artístic. Com a Bé d'Interès Cultural, presenta anotació ministerial n º: R-I-51-0011334, amb data d'anotació 22 de març de 2005, segons consta a la Direcció General de Patrimoni Artístic de la Generalitat Valenciana.
La localitat de Catí presenta un traçat urbanístic caracteritzat per mantenir pràcticament intacte des d'època medieval, la qual cosa li permet tenir una de les millors mostres d'edificis gòtics de caràcter senyorial. Al llarg dels carrers del seu cas antic ens podem trobar amb excepcionals exemples d'aquest tipus de construccions, algunes de les quals jalonen les seves façanes amb escuts i emblemes que demostraven el poder econòmic, polític o simplement social dels propietaris i habitants d'aquestes. Són exemples d'aquest tipus de construccions, les cases de mercaders com Jerónimo Martí, Matías Roca, Antonio Mateu, Casa Miralles, Casa dels Montserrat i Casa de Joan Espígol entre d'altres. Poden a més, trobarse en edificis com l'antic Hospital de San Cosme. També n'hi ha de caràcter religiós, com aquests que es troben a la Casa Abadia, o en l'església. En aquest cas, podem observar, per un costat una inscripció sobre la construcció de la Capella de la Comunió, mentre que a l'entrada principal d'aquesta, poden veure l'escut de la Capella de la Comunió (que normaltment sol ser un calze).